# Crest Ault
Der Crest Ault (rätoromanisch crest = Anhöhung, ault = hoch) ist ein bewaldeter Berg westlich von Rothenbrunnen im Kanton Graubünden in der Schweiz mit einer Höhe von 1942 m ü. M. Er gehört zum Heinzenberggrat. Gegen Osten fällt der Gipfel unmittelbar neben dem Gipfelkreuz in einer steilen Felswand bis zur Alp Sut (1573 m) hinunter. Daher bietet der Berg eine gute Aussicht vom Domleschg über Bonaduz und Chur bis nach Flims.

## Lage und Umgebung
Der Crest Ault gehört zum Heinzenberggrat, einer Untergruppe der Adula-Alpen. Er befindet sich vollkommen auf Gemeindegebiet von Rhäzüns, allerdings verläuft die Gemeindegrenze zu Safiental nur ca. 40 m westlich des Gipfels. Der Crest Ault wird im Nordosten durch das Churer Rheintal, im Südosten durch das Domleschg und im Westen durch das Safiental eingefasst.
Nachbargipfel ist Crest dil Cut. Talorte sind Bonaduz, Rhäzüns und Rothenbrunnen.

## Heinzenberger Gratwanderung

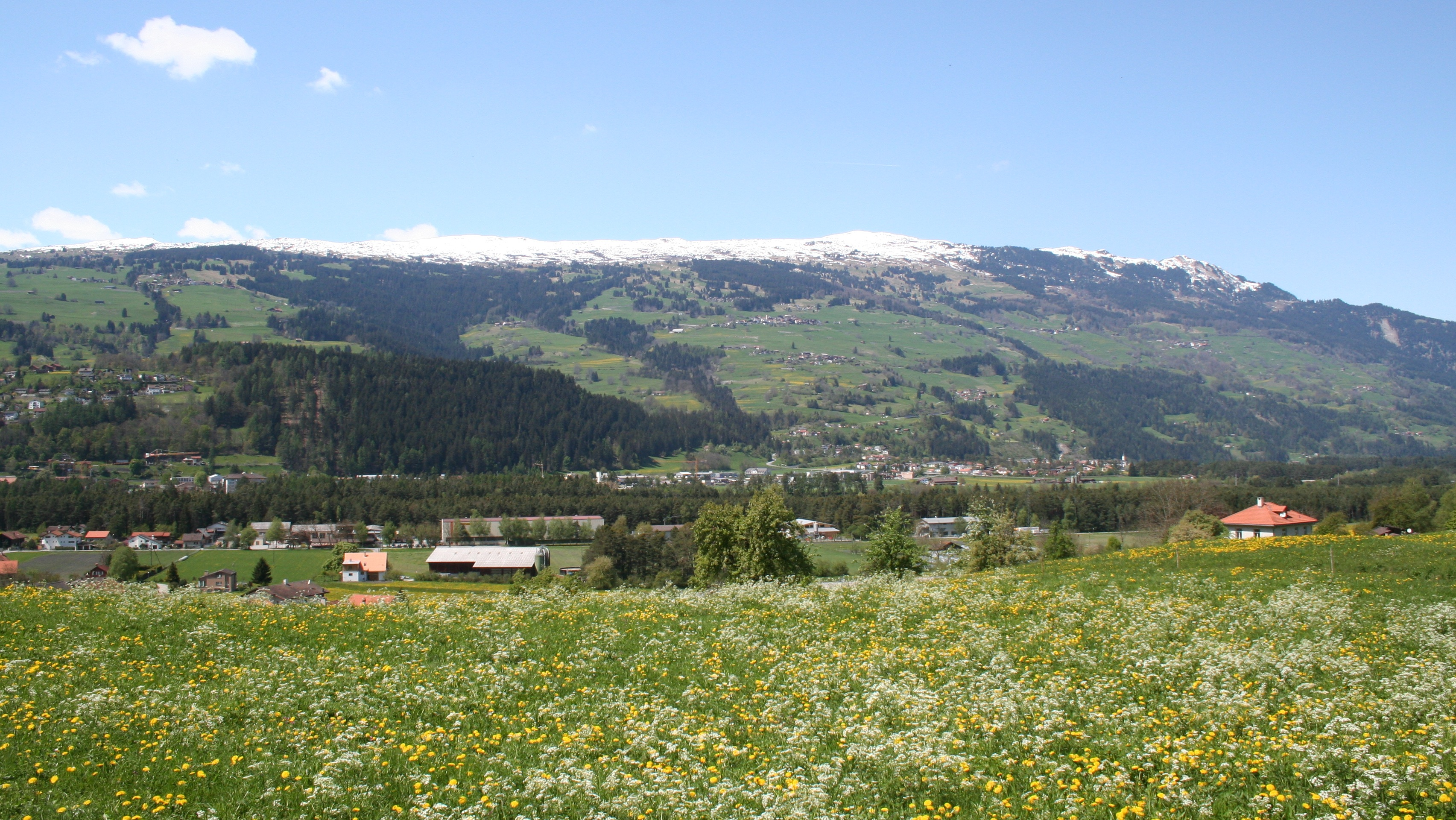
Heinzenberg

Die Heinzenberger Gratwanderung ist eine aussichts- und abwechslungsreiche Tageswanderung über den Heinzenberger Grat. Sie führt von Obertschappina via Tguma und Präzer Höhi nach Präz und bietet einen grossartigen Panoramarundblick ins Safiental, ins Domleschg, ins Albulatal und auf die umliegende Bergwelt. Statt nach Präz kann die Wanderung via Crest Ault bis nach Bonaduz verlängert werden:
- Ausgangspunkt: Glaspass (1831 m)
- Ziel: Bonaduz (662 m)
- Route: Glaspass - Glaser Grat (2124 m) - P.1989 - Lüschgrat (2178 m) - Bischolpass (1999 m) - Tguma (2163 m) - Präzer Höhi (2119 m) - Crest dil Cut (2015 m) - Crest Ault (1942 m) - Alp Sura (1771 m) - Alp Sut (1506 m) - Scardanal (1131 m) - P.692 - Bonaduz
- Schwierigkeit: T3, meist als Wanderweg weiss-rot-weiss markiert
- Dauer: 8 h

## Routen zum Gipfel
Allgemeine Bemerkung: Der Wanderweg über den Heinzenberger Grat führt nicht über den Gipfel, sondern ca. 30 m westlich des Gipfels vorbei.

### Von Norden
- Ausgangspunkt: Bonaduz (662 m), Versam (908 m) oder Alp Sura (Parkplatz, 1771 m)
- Route: Scardanal, Alp Sut, Alp Sura, Nordgrat
- Schwierigkeit: T2, als Wanderweg weiss-rot-weiss markiert
- Zeitaufwand: 5 Stunden von Versam, 4½ Stunden von Bonaduz oder ¾ Stunden von Alp Sura

### Von Osten
- Ausgangspunkt: Rhäzüns (655 m), Rothenbrunnen (625 m) oder Präz (1170 m)
- Route Rhäzüns: Runcaglia, Tschanauntas, Alp Sura, Nordgrat
- Route Rothenbrunnen: Trieg, Tschanauntas, Alp Sura, Nordgrat
- Route Präz: Alp Sut, Alp Sura, Nordgrat
- Schwierigkeit: T2, als Wanderweg weiss-rot-weiss markiert
- Zeitaufwand: 4¼ Stunden von Rhäzüns, 5¼ Stunden von Rothenbrunnen oder 3 Stunden von Präz

### Über den Südgrat
- Ausgangspunkt: Präz (1170 m)
- Via: Pranzolas, Prau da l’Alp, Präzer Alp, Südgrat, Crest dil Cut (2015 m)
- Schwierigkeit: T2, als Wanderweg weiss-rot-weiss markiert
- Zeitaufwand: 3½ Stunden von Präz (¼ Stunde von Crest dil Cut)